# Ljubomir Ljubenov
Ljubomir Jankov Ljubenov (in bulgaro Любомир Янков Любенов?; Plovdiv, 26 agosto 1957) è un ex canoista bulgaro.

## Palmarès

### Olimpiadi
- 2 medaglie:
  - 1 oro (Mosca 1980 nel C1 1000 metri)
  - 1 argento (Mosca 1980 nel C1 500 metri)

### Mondiali
- 4 medaglie:
  - 1 oro (Belgrado 1978 nel C1 500 metri)
  - 1 argento (Duisburg 1979 nel C1 1000 metri)
  - 2 bronzi (Duisburg 1979 nel C1 500 metri; Nottingham 1981 nel C2 500 metri)